# 切能
切能（きりのう）とは、鬼・天狗・天神・雷神・龍神など、人間以外の異類が登場する能のことである。一日の最後に演じられることから、切能または五番目物と呼ばれる。鬼物や天狗物の他に、石橋や猩々といった祝言物がある。

## 主な切能
- 『藍染川』
- 『大江山』
- 『鞍馬天狗』
- 『黒塚』
- 『殺生石』
- 『小鍛冶』
- 『石橋』
- 『猩々』
- 『土蜘蛛』
- 『融』
- 『鵺』
- 『船弁慶』
- 『紅葉狩』